# Mas de Sentís
El Mas de Sentís (o Mas Sentís) és una masia de Cambrils (Baix Camp) inclosa a l'Inventari del Patrimoni Arquitectònic de Catalunya.

## Descripció
La masia és a uns 400 metres de la Torre de l'Ermita, sota la carretera de València i entre aquesta i la via del ferrocarril. Tocant a la carretera hi ha una tanca de paredat en verd, amb els angles reforçats amb carreus de pedra (soldó). S'obre amb una gran porta, d'arc adovellat rodó, amb grans dovelles de soldó, amb el nom del mas de l'actual propietari: "Mas Sentís", i amb la part inferior es protegeix amb dues pedres roderes, una a cada banda del llindar. Més avençat hi ha el que resta de la primitiva estructura del mas, les parets del qual s'aprofiten per al jardí de la casa actual, feta més separada del tràfec. Té planta rectangular.

## Història
Antiga masia, probablement construïda el segle xviii, sota el camí ral. La construcció de la línia ferrada afectà la finca, aleshores propietat del senyor Ribas, el qual pledejà amb la companyia. Enrunada la primitiva edificació, que serveix de tanca per la part de la carretera, es construí una casa amplia i un jardí, respectant-se afortunadament les restes de l'estructura antiga.